# Puerto Salgar
Puerto Salgar es un municipio colombiano del departamento de Cundinamarca ubicado en la Provincia del Bajo Magdalena, a 195 km de Bogotá y a 253 km de Medellín. 
En este municipio se encuentra ubicado el Comando Aéreo de Combate N.º 1 (Base Aérea Germán Olano).

## Toponimia

### Origen lingüístico[4]
- Familia lingüística: Indoeuropea
- Lengua: Latín

### Significado
Puerto es una palabra que se origina en el latín portus que significa "entrada de una sierra, entrada en un terriitorio serrano". Salgar es una variación de la voz salce, derivada de la expresión latina salix-salicis, término que representa al "sauce".
Puerto es una voz que surge del término griego poros "pasaje", variación del término en sánscrito piparti-parayati que nombra a la "acción de conducir al otro lado de un lugar". Este topónimo también se relaciona con la voz en lengua escandinava antigua fjordr que nombra al "paso de mar entre montañas".

### Origen / Motivación
El municipio lleva este nombre en memoria al general Eustorgio Salgar. Fue presidente de los Estados Unidos de Colombia entre 1870 y 1872 y ha sido el presidente más joven que ha tenido la nación.

### Nombres históricos
- Palenqueros (comienzos del siglo XX)
- Puerto Liévano (1923-1935)

## Historia
Desde principios del siglo XX se formó un caserío llamado Palanquero, a raíz de la construcción del Ferrocarril de Cundinamarca. Posteriormente, el caserío fue llamado Puerto Liévano, hasta que en 1935 se trasladó al lugar que ocupa el municipio en la actualidad, con el nombre de Puerto Salgar.
En 1921, con el inicio de la construcción del ferrocarril, se formó el caserío de Puerto Liévano, que fue poblado por obreros del ferrocarril y braceros que llegaban por el río con materiales de construcción. En 1935 el río Magdalena comenzó a destruir los cimientos del caserío, por lo que la estación ferroviaria fue trasladada al sitio actual de Puerto Salgar, en terrenos que pertenecieron a don Indalecio Luciano, y que en ese entonces eran del coronel Diógenes Troncoso. El sitio para la construcción de Puerto Salgar fue escogido por el ingeniero Jorge Peña Polo el 7 de agosto de 1935. El 12 de octubre de ese año inició el loteo de los predios adyacentes, y se construyó la primera casa. Con la llegada del ferrocarril se construyeron bodegas para el acopio de mercancías.

## Geografía
Puerto Salgar hace parte de la cuenca hidrográfica del río Magdalena por el Occidente, y de la cuenca del río Negro por el Oriente, que desemboca en el Magdalena por el extremo Norte del municipio. A su vez, el río Magdalena cuenta con la subcuenca del río Rionegrito, formado por quebradas y cañadas de corto recorrido que nacen en la ladera occidental de la Cuchilla de San Antonio, de cuya ladera oriental nacen también varias cañadas que desembocan en el río Negro.

### Clima
El clima de Puerto Salgar es clasificado como tropical. Hay precipitaciones durante todo el año. Hasta en el mes más seco se presentan abundantes lluvias. La localización es clasificada como Af por Köppen-Geiger. La temperatura media anual en Puerto Salgar se encuentra a 27.6 °C. La precipitación es de 2067 mm al año. La temperatura más alta registrada en el municipio fue de 45 °C, el 29 de diciembre de 2015, la cual ha sido también la temperatura más alta registrada en Colombia.
| Parámetros climáticos promedio de Puerto Salgar                      | Parámetros climáticos promedio de Puerto Salgar | Parámetros climáticos promedio de Puerto Salgar | Parámetros climáticos promedio de Puerto Salgar | Parámetros climáticos promedio de Puerto Salgar | Parámetros climáticos promedio de Puerto Salgar | Parámetros climáticos promedio de Puerto Salgar | Parámetros climáticos promedio de Puerto Salgar | Parámetros climáticos promedio de Puerto Salgar | Parámetros climáticos promedio de Puerto Salgar | Parámetros climáticos promedio de Puerto Salgar | Parámetros climáticos promedio de Puerto Salgar | Parámetros climáticos promedio de Puerto Salgar | Parámetros climáticos promedio de Puerto Salgar |
| Mes                                                                  | Ene.                                            | Feb.                                            | Mar.                                            | Abr.                                            | May.                                            | Jun.                                            | Jul.                                            | Ago.                                            | Sep.                                            | Oct.                                            | Nov.                                            | Dic.                                            | Anual                                           |
| -------------------------------------------------------------------- | ----------------------------------------------- | ----------------------------------------------- | ----------------------------------------------- | ----------------------------------------------- | ----------------------------------------------- | ----------------------------------------------- | ----------------------------------------------- | ----------------------------------------------- | ----------------------------------------------- | ----------------------------------------------- | ----------------------------------------------- | ----------------------------------------------- | ----------------------------------------------- |
| Temp. máx. abs. (°C)                                                 | 42.3                                            | 36                                              | 37                                              | 41                                              | 36                                              | 38                                              | 39                                              | 38                                              | 37                                              | 42                                              | 40                                              | 45                                              | 45                                              |
| Temp. máx. media (°C)                                                | 32.9                                            | 33.0                                            | 32.5                                            | 32.5                                            | 32.5                                            | 33.0                                            | 34.2                                            | 34.0                                            | 33.1                                            | 31.6                                            | 31.7                                            | 32.1                                            | 32.8                                            |
| Temp. media (°C)                                                     | 27.6                                            | 27.8                                            | 27.6                                            | 27.7                                            | 27.5                                            | 27.6                                            | 28.1                                            | 28.2                                            | 27.7                                            | 26.8                                            | 27.1                                            | 27.2                                            | 27.6                                            |
| Temp. mín. media (°C)                                                | 22.4                                            | 22.6                                            | 22.7                                            | 22.9                                            | 22.5                                            | 22.3                                            | 22.1                                            | 22.5                                            | 22.4                                            | 22.1                                            | 22.5                                            | 22.4                                            | 22.5                                            |
| Temp. mín. abs. (°C)                                                 | 15                                              | 12                                              | 15                                              | 17                                              | 16                                              | 20                                              | 17                                              | 14                                              | 13                                              | 18                                              | 17                                              | 20                                              | 12                                              |
| Precipitación total (mm)                                             | 70                                              | 87                                              | 146                                             | 258                                             | 234                                             | 110                                             | 86                                              | 122                                             | 213                                             | 342                                             | 267                                             | 132                                             | 2067                                            |
| Fuente: Climate-data.org(http://es.climate-data.org/location/49839/) |                                                 |                                                 |                                                 |                                                 |                                                 |                                                 |                                                 |                                                 |                                                 |                                                 |                                                 |                                                 |                                                 |

### Límites municipales
Puerto Salgar está delimitado por los siguientes municipios, siendo al norte el departamento de Boyacá y al oeste Caldas, siendo el resto territorio cundinamarqués:
| Noroeste: La Dorada ( Caldas) (Río Magdalena) | Norte: Puerto Boyacá ( Boyacá) (Río Negro) | Nordeste: Puerto Boyacá ( Boyacá), Yacopí (Río Negro) |
| Oeste: La Dorada ( Caldas) (Río Magdalena)    |                                            | Este: Yacopí (Río Negro)                              |
| Suroeste: La Dorada ( Caldas) (Río Magdalena) | Sur: Guaduas                               | Sureste: Caparrapí (Río Negro)                        |

## División Político-Administrativa
Además de su cabecera municipal, Puerto Salgar tiene bajo su jurisdicción los centros poblados: 
- Colorados.
- Morro Colorado.
- Puerto Libre.

#### Veredas
El municipio tiene constituidas las siguientes veredas: El Guayabo, Rionegrito, La Reines, El Galápago, Caño Pescado, El Taladro, La Oieba, Talavera, San Cayetano, La Colombia, San Antonio, Las Balsas, Risaralda, La Viuda, Yerbabuena, Tres y Medio, Salamina, Colorados y Brisas

## Turismo
Actualmente Puerto Salgar cuenta con un sitio turísticamente importante: Los Totumos, que fue inaugurado a principios del año 2022, sin embargo su principal atractivo es el paso por la autopista Bogotá - Medellín frente a la Base Aérea Germán Olano, donde hay exposición de algunas de sus aeronaves.

## Movilidad
Desde Puerto Boyacá al norte y por Girardot-Flandes (pasando por Honda) al sur se llega por la Ruta Nacional 45, y por la Dorada a través del puente sobre el río Magdalena. También por Bogotá desde Guaduas-Caparrapí por la Ruta 5008B y por Medellín por la RN 60 hasta el primer municipio y luego a territorio salgareño.

## Gobierno
- Alcalde: Adrían Gutiérrez Gómez

## Galería fotográfica

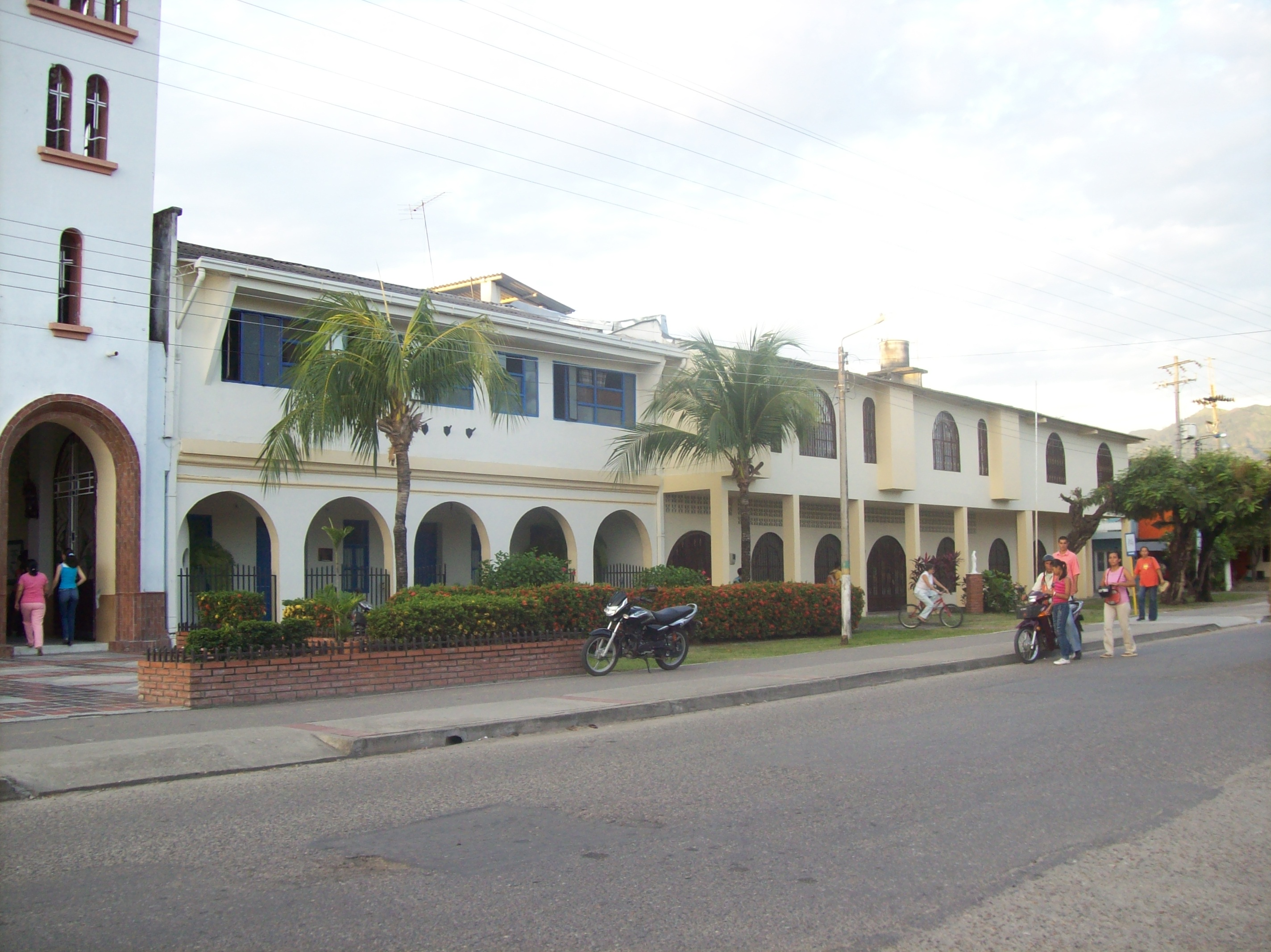
Iglesia.
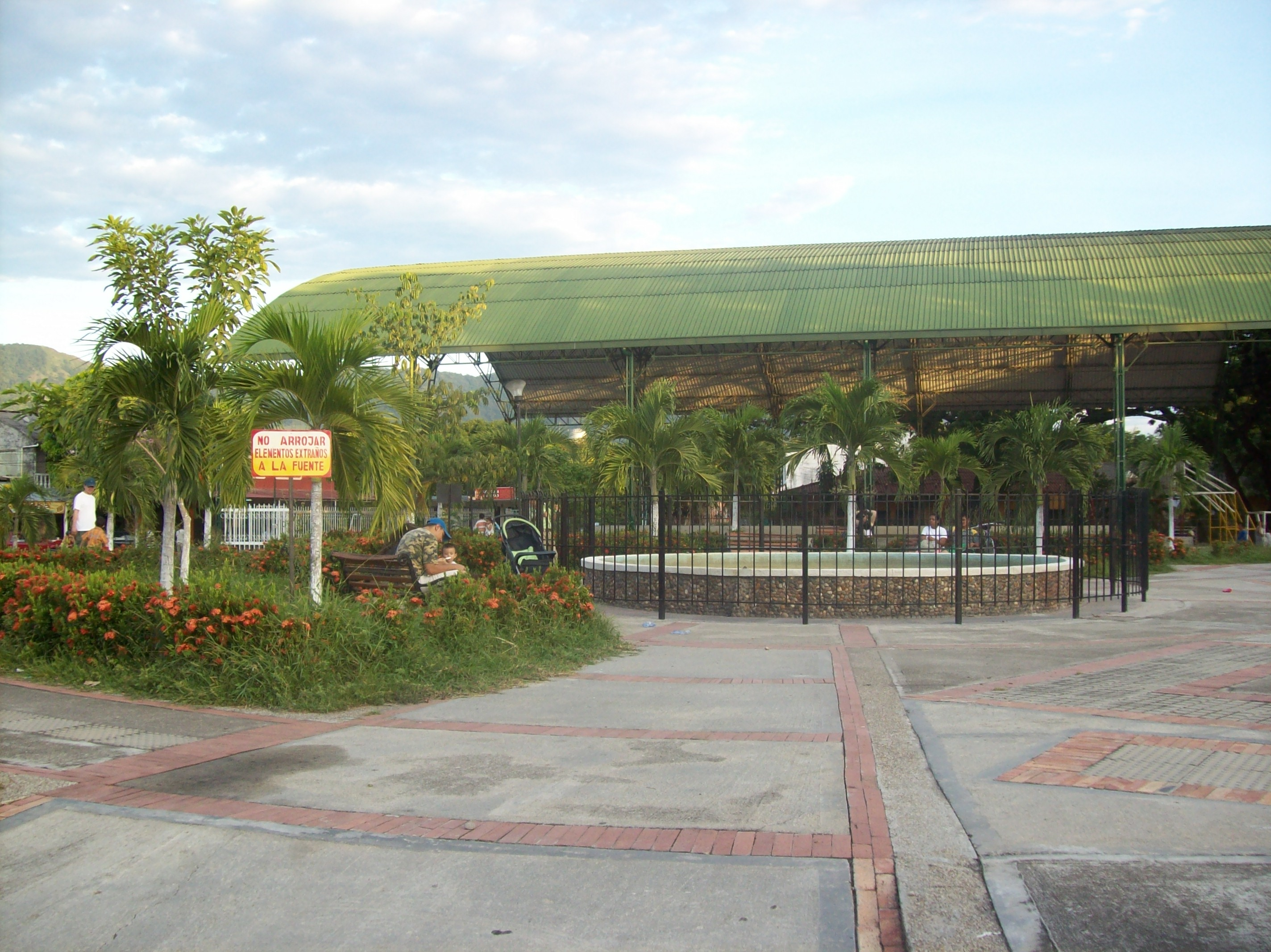
Polideportivo.
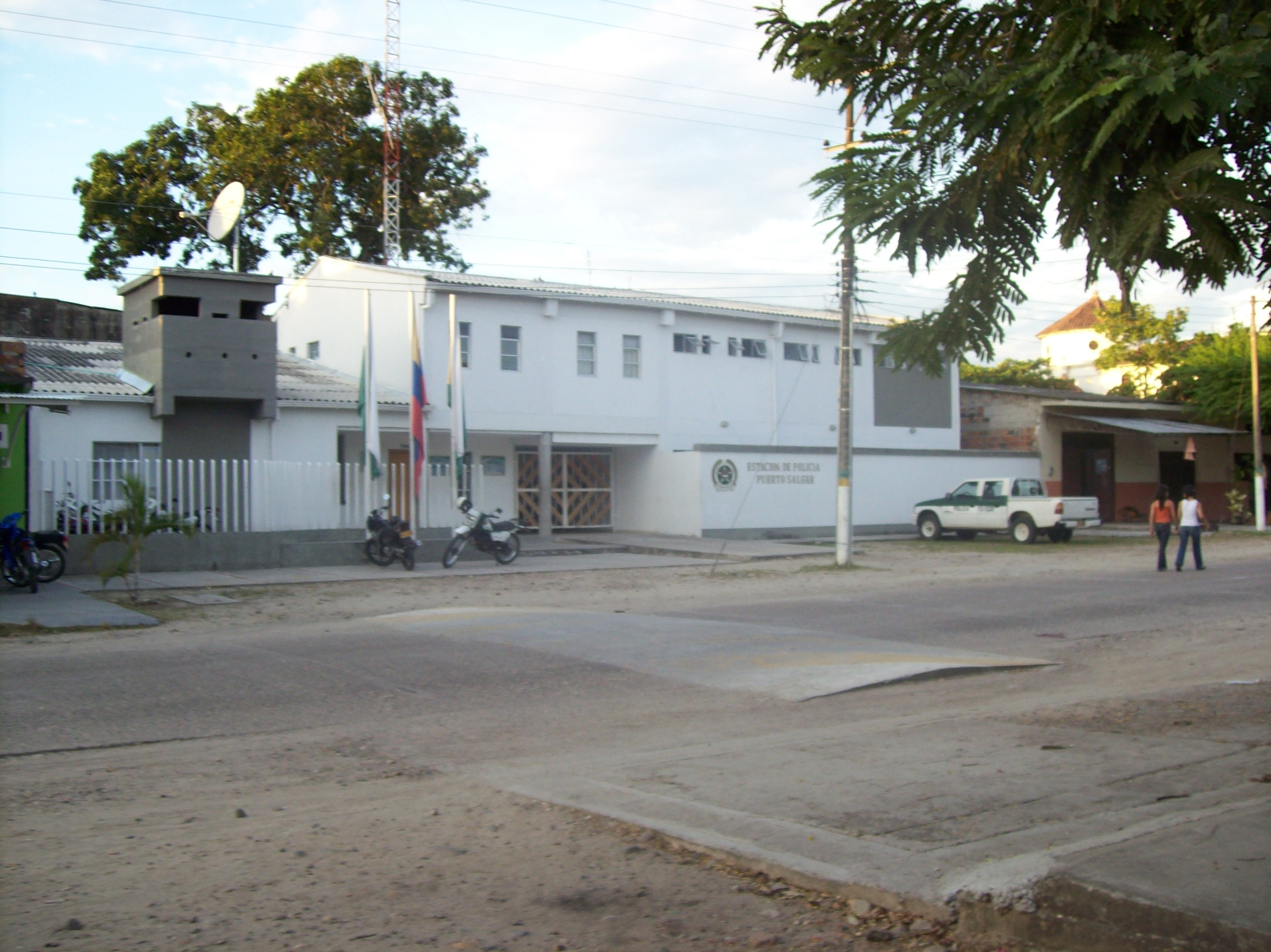
Estación de policía.
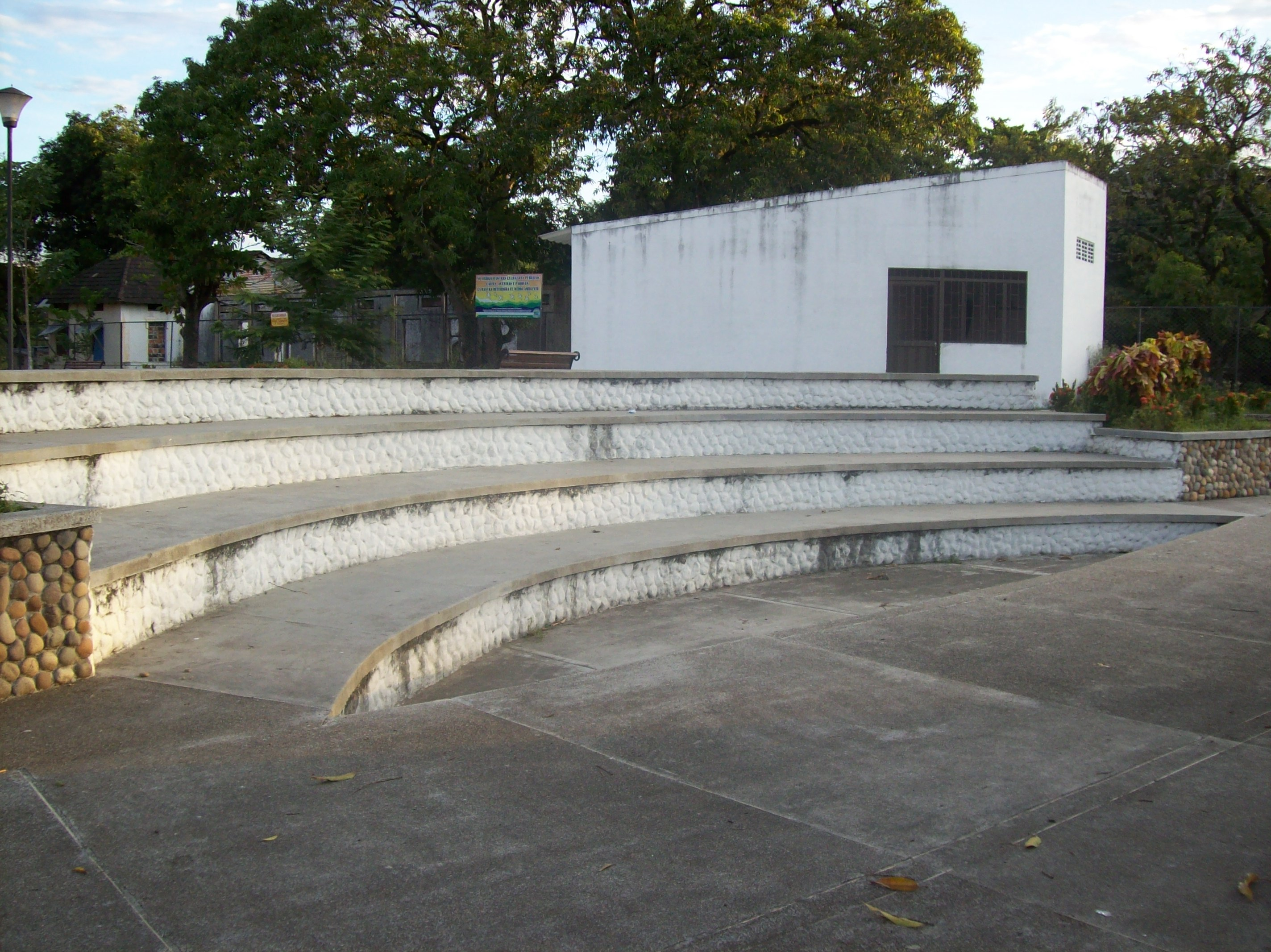
Parque El Turista.
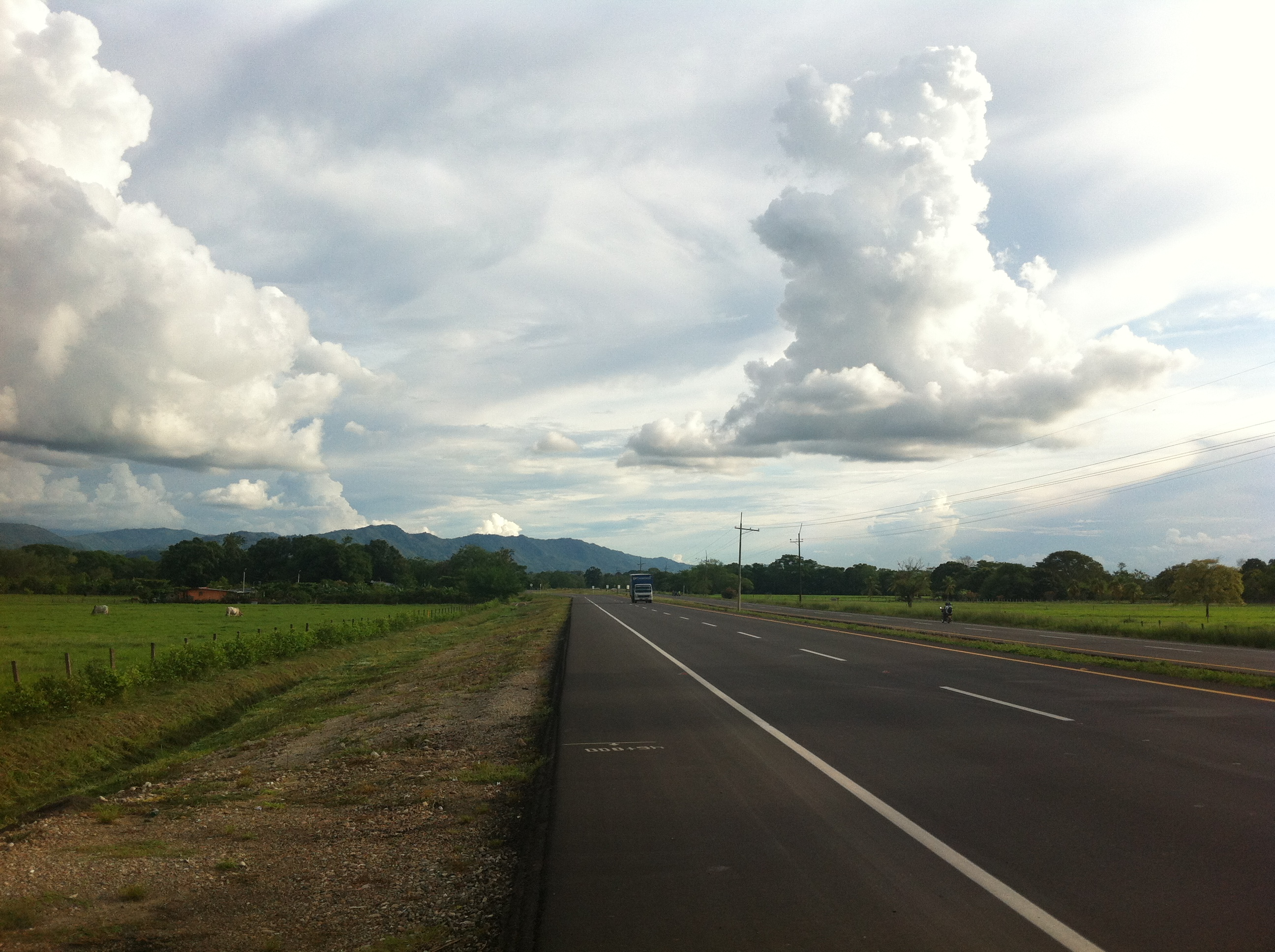
Ruta del Sol en su paso por Puerto Salgar.

## Servicios públicos
- Energía Eléctrica: Enel, es la empresa prestadora del servicio de energía eléctrica.
- Gas Natural: Alcanos de Colombia es la empresa distribuidora y comercializadora de gas natural en el municipio.